# رایان ولنتاین

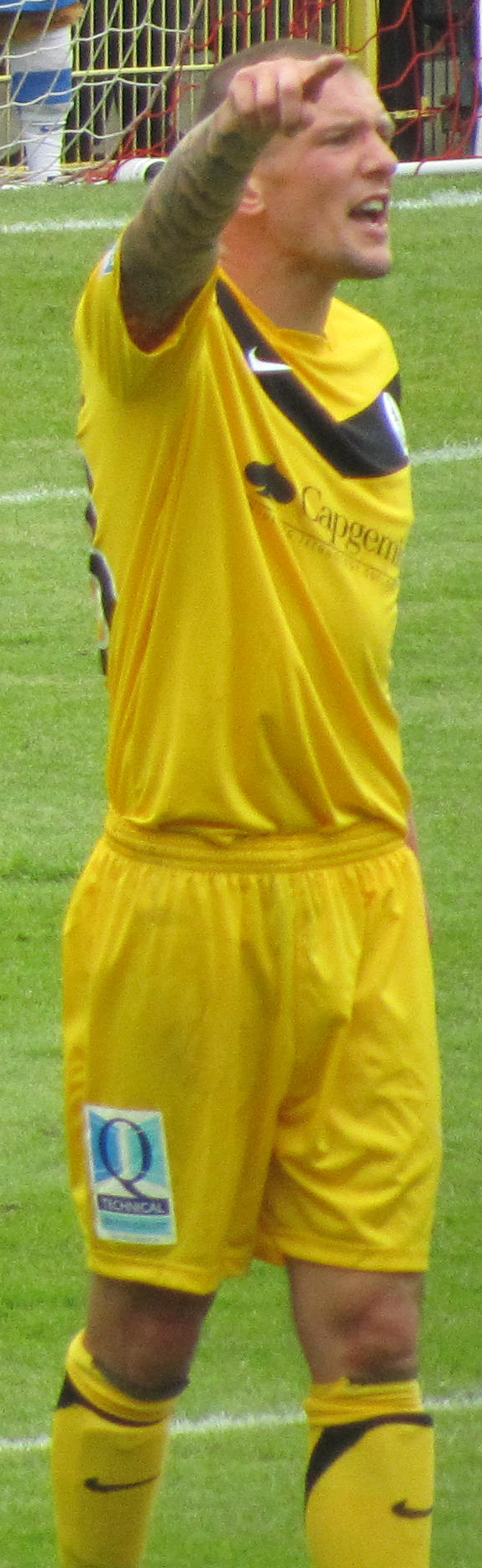
رایان دیوید ولنتاین

رایان دیوید ولنتاین (به انگلیسی: Ryan David Valentine؛ زادهٔ ۱۹ اوت ۱۹۸۲ در ولز) یک بازیکن فوتبال اهل ولز است که در باشگاه فوتبال ترافورد یونایتد بازی می‌کند و نقش یک مدافع را ایفا می‌کند. او هم‌چنین بازیکن فوتبال باشگاه فوتبال اورتون و تیم ملی فوتبال زیر ۲۱ سال ولز نیز بوده‌است.